# Marija Gluvakov
Marija Gluvakov (Senta, Serbia, 3 de abril de 1973) es una pianista serbia. 

## Carrera artística
Marija ha estrenado la obra del compositor Rajko Maksimović en 1995, y ha sido colaboradora habitual de la Orquesta Filarmónica de Belgrado.